# Petersbach
För andra betydelser, se Petersbach (olika betydelser).
Petersbach är en kommun i departementet Bas-Rhin i regionen Grand Est (tidigare regionen Alsace) i nordöstra Frankrike. Kommunen ligger i kantonen La Petite-Pierre som tillhör arrondissementet Saverne. År 2022 hade Petersbach 677 invånare.

## Befolkningsutveckling
Antalet invånare i kommunen Petersbach
| Referens: INSEE |